# Libin
Libin är en kommun i Belgien.   Den ligger i provinsen Luxemburg och regionen Vallonien, i den sydöstra delen av landet, 120 km sydost om huvudstaden Bryssel. Antalet invånare är 4 852.
I omgivningarna runt Libin växer i huvudsak blandskog. Runt Libin är det ganska glesbefolkat, med 31 invånare per kvadratkilometer.